# Oostamazonevuuroog
De oostamazonevuuroog (ook: witrugvuuroog, Pyriglena leuconota) is een zangvogel uit de familie Thamnophilidae (miervogels).

## Verspreiding en leefgebied
Deze soort komt voor in het oosten van Brazilië en telt  drie ondersoorten:
- P. l. interposita: oostelijk-centraal Brazilië.
- P. l. leuconota: noordoostelijk Brazilië ten zuiden van de Amazonerivier.
- P. l. pernambucensis: oostelijk Brazilië.

## Status
De grootte van de populatie is niet gekwantificeerd maar de soort wordt omschreven als algemeen. Op de Rode lijst van de IUCN heeft deze soort de status niet bedreigd.